# Zeche Portbank
Die Zeche Portbank in Witten ist ein ehemaliges Steinkohlenbergwerk. Das Bergwerk war bereits vor der Verleihung zwischen 1737 und 1749 in Betrieb. Es markscheidete mit der Zeche Franziska. Das Bergwerk wurde auf dem Südflügel des Helenenbergs betrieben.

## Geschichte

### Die Anfänge
Am 16. Dezember des Jahres 1749 wurde die Mutung für das Grubenfeld Portbank eingelegt. Als Muter traten der Freiherr von Mirbach und der Freiherr von Bentnick auf. Ab dem Jahr 1750 kam es zu einem langjährigen Gerichtsprozess zwischen dem Alleingewerken Freiherr von Recke auf Haus Witten und der Bergbehörde. Grund für diesen Prozess war die Verweigerung der Zehntzahlung durch den Bergwerksbesitzer. Im Jahr 1751 war das Bergwerk weiterhin in Betrieb. Das Stollenmundloch befand sich zwischen der Ruhr und der heutigen Eisenbahntrasse, etwa 300 Meter östlich der heutigen Ruhrstraße. Am 4. Februar des Jahres 1752 wurde das Längenfeld Portbank Nr. 2 verliehen. Diese Verleihung wurde als ergänzende Verleihung zur ersten Verleihung getätigt, da die erste Verleihung zwischenzeitlich verloren gegangen war. In den Jahren 1754 und 1755 lag das Bergwerk aufgrund von Absatzmangel in Fristen. Da der Gewerke von Recke mittlerweile die erforderlichen Bergwerksabgaben an das Bergamt gezahlt hatte, wurde um das Jahr 1755 das Längenfeld Portbank Nr. 1 verliehen. Ab dem Jahr 1758 war das Bergwerk wieder bis zum Jahr 1762 in Betrieb. Im Jahr 1772 war das Grubenfeld ins Bergfreie gefallen. Trotzdem wurde das Bergwerk weiter betrieben. Im Jahr 1775 war Herr Sunthum Repräsentant der Gewerkschaft Portbank. Am 11. April desselben Jahres wurde das Bergwerk vermessen. Im Jahr 1780 wurde das Abbaurecht für das Grubenfeld Portbank an den Landrichter Boelling aus Bochum verliehen.

### Der weitere Betrieb
Am 22. Juli des Jahres 1784 wurde das Bergwerk durch den Leiter des märkischen Bergreviers, den Freiherrn vom Stein, befahren. Die Zeche Portbank war eines von 63 Bergwerken, welche vom Stein auf seiner Reise durch das märkische Bergrevier befuhr. Auf dem Bergwerk war zu dieser Zeit der Schacht Cortbänker in Betrieb. Der Schacht war tonnlägig geteuft worden, er hatte eine Teufe von 73 Metern und diente zur Schachtförderung. Zur Förderung war ein Haspel vorhanden, der das Fördergut mit einer Kette bewegte. Der Abbau der Steinkohlen erfolgte im Flöz Geitling. Das Flöz Geitling wurde durch schrämen in zwei Teile geteilt und anschließend wurde die Kohle dann hereingewonnen. Vom Stein machte in seinem Protokoll Angaben über den weiteren Zustand des Bergwerks. Insbesondere bemängelte er, dass als Tragmittel eine Kette anstatt eines Förderseils vorhanden war. Er riet den Gewerken an, ein neues Förderseil zu kaufen und die Kette dadurch zu ersetzen. Ab dem Jahr 1796 lag das Bergwerk still. Nachdem das Grubenfeld durch den Franziska Erbstollen gelöst worden war, wurde das Bergwerk im Dezember des Jahres 1798 wieder für mehrere Jahre in Betrieb genommen. Ab dem Jahr 1800 wurde der Abbau in den Bereich der heutigen Wetterstraße verlegt. In der Zeit von 1804 bis 1806 wurde auf dem Bergwerk eine englische Wagenleitung verlegt. Mit der Anlage wurden Wagen mit einem Fassungsvermögen von drei Ringeln Kohle durch den Stollen bewegt. Im Jahr 1811 hatte die Anlage bereits eine Länge von 900 Metern.
Ab dem Jahr 1815 wurde auf dem Bergwerk auch Koks produziert. Im Jahr 1817 wollten die Gewerken von Portbank die Anlage anstatt mit kleinen Wagen mit größeren Wagen betreiben. Sie ließen deshalb die Anlage durch den Obersteiger Faust und den Schichtmeister Bockau auf eventuelle Verbesserungsmöglichkeiten überprüfen. Die beiden Fachleute rieten den Gewerken, die englische Wagenleitung gegen eine deutsche Wagenleitung zu ersetzen. Diese Anlage war in der Lage, Wagen mit einem Fassungsvermögen von vier Ringeln zu bewegen. Im Jahr 1826 beantragte der Gewerke Boelling das Erbstollenrecht, um das Grubenfeld Augustus Südflügel der Zeche Augustus zu lösen. Am 4. August des Jahres 1826 wurde ein Längenfeld für den Abbau in Flöz Geitling verliehen. Zu diesem Zeitpunkt war der Förderstollen bereits 1300 Meter lang. Noch im selben Jahr wurde das Erbstollenrecht verliehen und durch den Oberberghauptmann in Berlin bestätigt. Dies führte zu einem jahrelangen Rechtsstreit mit der Zeche Franziska. Im Jahr 1827 wurde das Bergwerk erneut in Fristen gelegt. Im Jahr 1828 wurde gemeinsam mit dem Portbänker Erbstollen abgebaut. Zu diesem Zeitpunkt betrieb die Zeche Portbank den Förderschacht Carl und den Förderschacht Portbank, außerdem einen Wetterschacht am Parkweg. Ab Januar des Jahres 1832 wurden auf dem Bergwerk nur Unterhaltungsarbeiten durchgeführt.

### Die letzten Jahre
Im Jahr 1833 endete der Rechtsstreit vor dem Berggericht zwischen der Zeche Portbank und der Zeche Franziska zu Ungunsten der Zeche Portbank. Aufgrund des Urteils verlor die Zeche Portbank nun das Erbstollenrecht und musste die Gelder, die sie von der Zeche Augustus erhalten hatte, an die Zeche Franziska zahlen. Im Jahr 1835 war das Bergwerk geringfügig in Betrieb. Im darauffolgenden Jahr lag das Bergwerk erneut in Fristen, die Grubenwässer wurden über den Erbstollen abgeleitet. Auch in den Jahren 1838 bis 1840 lag das Bergwerk in Fristen. Das Grubenfeld wurde durch den Franziska Erbstollen gelöst. Im Jahr 1840 wurde das Bergwerk vom Portbänker Erbstollen erworben. Im Jahr 1846 wurde die Zeche Portbank stillgelegt. Am 12. März des Jahres 1859 konsolidierte das Bergwerk mit weiteren Bergwerken zur Zeche Borbecker Tiefbau.

## Förderung und Belegschaft
Die ersten Förderzahlen des Bergwerks stammen aus den Jahren 1737 bis 1749. In diesem Zeitraum wurden jährlich durchschnittlich 3552 Ringel Steinkohle gefördert. Im Jahr 1784 waren zwei Hauer auf dem Bergwerk beschäftigt, die pro Tag 23 Ringel Steinkohle abbauten. Zusätzlich waren noch vier Haspelknechte mit der Förderung beschäftigt. Im Jahr 1830 wurden zusammen mit dem Portbänker Erbstollen 18.361 preußische Tonnen Steinkohle gefördert. Die Belegschaftsstärke schwankte in diesem Jahr zwischen neun und 14 Bergleuten. Im Jahr 1833 wurden 1372 preußische Tonnen Steinkohle gefördert. Im Jahr 1835 lag die Förderung bei 928 preußischen Tonnen. Im Jahr 1838 waren noch zwei Bergleute auf dem Bergwerk beschäftigt.